# Guillermo Ascanio Moreno
Guillermo Ascanio (Vallehermoso, La Gomera, 1907 - Madrid, 4 de juliol de 1941) fou un polític i militar canari.
Va estudiar enginyeria industrial a Alemanya i en el setge de Madrid durant la guerra civil espanyola, va exercir de comandant en cap de les tropes republicanes. Va ser militant del Partit Comunista de Canàries, i al costat de José Miguel Pérez Pérez, fou una de les seves principals figures. Va publicar diversos articles a Espartaco (òrgan d'expressió del Partit Comunista de Canàries) en alguns dels quals va arribar a defensar la independència de Canàries pel que fa a Espanya, descrivint la situació polític-econòmica de l'arxipèlag com a "semicolonial". Això ha fett que sigui una figura reivindicada tant pel comunisme com pel nacionalisme canari. Va morir afusellat el 1941 a Madrid per ordre de Francisco Franco en acabar la Guerra Civil espanyola i després de la invasió de la Unió Soviètica per part de la tropes nazis.